# Dél-Korea űrkutatása

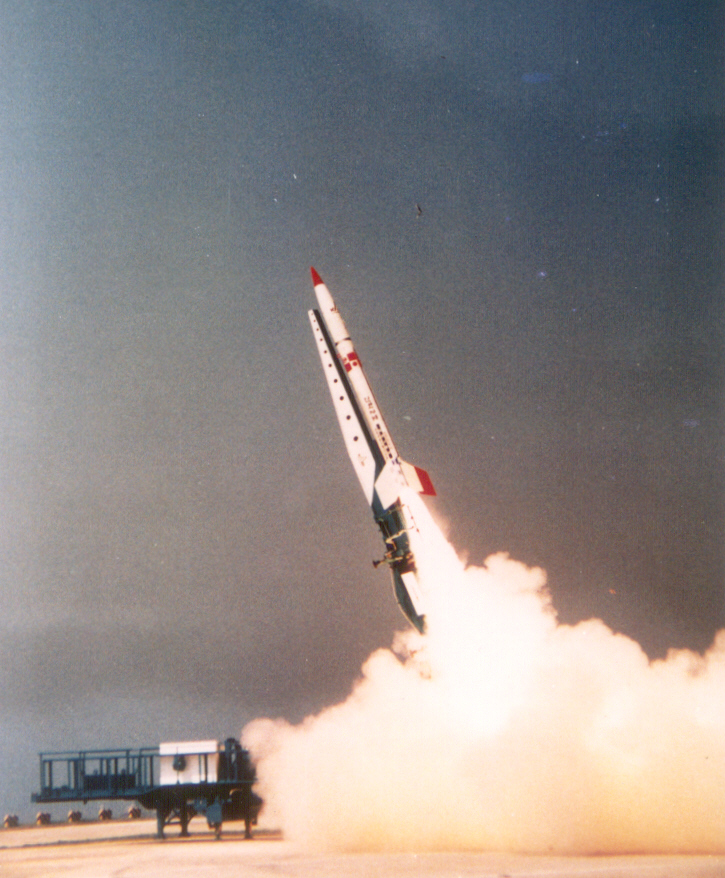
A KSR–1 rakéta

Dél-Korea űrprogramja. Kiemelkedő programnak tekintik a kommunikáció (információ, oktatás) áramlásának technikai felgyorsítását. Ennek megfelelően együttműködési megállapodásokat kötöttek az Európai Űrügynökséggel, az Orosz Szövetségi Űrügynökséggel, a NASA-val, hogy műholdjaikat pályára emelhessék, hordozó eszközeit tovább fejleszthessék.

## Története
Az IAE szervezet foglalkozott a repülőgép-technológiák összefogásával, mellékesen a rakétafejlesztéssel.
1989-ben kormánydöntésre alakult a Dél-Koreai Légügyi és Űrhajózási Hivatal (Korea Aerospace Research Institute – KARI) fogja össze, koordinálja a világűr kutatásának programjait.  Legfőbb tudományos intézete a Daedeok Science Town.
A KSR–rakétafejlesztés 1990–1993 között kezdődött szilárd hajtóanyaggal, majd 1997-től folyékony üzemanyaggal.
A KARI 2003 évi költségvetése 150 millió dollár volt.
A KARI több légijármű fejlesztésével is foglalkozott: pilóta nélküli légi járművek, magaslati ballonok, új generációs többcélú helikopterek. Hatáskörébe tartoznak a műholdak fejlesztése, gyártása és üzemeltetése: Arirang-program (Föld megfigyelés), COMS (Kommunikációs műholdak, Óceán- és meteorológiai műholdak). További programok.
2009-ben átadták a Naro Űrközpontot.
Észak- és Dél-Korea másfél hónap különbséggel lépett be az űr elérésére képes országok klubjába: 2008. december 12-én az északi Unha–3,  2009. január 30-án a déli Naro–1 rakéta állított pályára egy-egy műholdat.

## KARI feladatai
1. alap-és alkalmazott kutatások végzése az űrhajózási technológia érdekében,
2. támogatni az élvonalbeli technológiák kutatását, fejlesztését, alkalmazását a nemzeti űrkutatási programokban,
3. űreszközök szállítására alkalmas rakéták fejlesztése és tesztelése,
4. a Kormány által meghatározott feladatok végzése, támogatása,
5. nemzetközileg elismert tanúsítványok szerzése (rakéták, műholdak) a biztonság, a minőség és üzemeltetés értékelésére,
6. a nemzeti repülés- és űrrepülés tudományos ismertetésének programját végrehajtani,
7. közös vizsgáló (tesztelések) létesítmények létrehozása, működtetése (tudósok, mérnökök, Intézmények, ipari üzemek),
8. Fejlesztett technológiák, anyagok átadása a kereskedelem részére,
9. távlati terveik között, 2020-ig szerepel a Hold-szonda elindítása.

## Műholdak
- Kitsat–1 (Korea Institute of Technology Satellite) az első (dél-koreai kommunikációs műhold).
- Kitsat–2 távközlési műhold,
- Arirang–1 az első hazai gyártású Földmegfigyelő műhold,

## Emberes űrrepülés
- I Szojon biomérnök az első koreai űrhajósnő, és a második ázsiai.
- Ko Szan matematikus, kiképzett űrhajós.

## Rakéták

### KSR–1
Rakétafejlesztés 1990–1993 között az egyik, az egyfokozatú, szilárd hajtóanyagú KSR–I típusú rakéta. Tömege 1 tonna,  hossza 4,7 méter. Elért csúcsmagasság 75 kilométer.

### KSR–2
Rakétafejlesztés 1990–1993 között a másik, a kétfokozatú, szilárd hajtóanyagú KSR–2 típusú rakéta. Tömege 2 tonna,  hossza 14,04 méter. Elért csúcsmagasság 127,7 kilométer.

### KSR–3
1997 decemberében kezdte fejleszteni a folyékony üzemanyagú rakétát, hajtóanyaga oxigén/kerozin. Tömege 6 tonna,  hossza 14 méter. Elért csúcsmagasság 127,7 kilométer.  Az első tesztrepülésre 2002-ben került sor.
Naro–1 (KSLV–I) hordozórakéta